# Federatie van Arbeiders Foto- en Kinokringen
De Federatie van Arbeiders Foto- en Kinokringen (FAFK) was een Belgische socialistische federatie voor foto- en kinografie.

## Historiek
De federatie werd in 1956 opgericht als koepelorganisatie voor verschillende fotografie- en kinografiegroepen binnen de arbeidersbeweging, waaronder ook de Natuurvrienden foto- en kinogroepen. Omstreeks 1963 waren er 26 kringen aangesloten bij het FAFK, en omstreeks 1968 waren dat er 32. In juni 2001 fusioneerde het FAFK met de Vlaamse Federatie van Fotokringen (VFF) en de Nederlandstalige Amateurcineasten (NAB) tot het Centrum voor Beeldexpressie (CvB).

## Structuur

### Voorzitters
| Tijdspanne  | Voorzitter          |
| ----------- | ------------------- |
| 1971 - ?    | Hector Stalmans     |
| 1979 - 1983 | Frans Vyt           |
| 1983 - 1990 | Willy Calewaert     |
| 1990 - 2001 | Hugo Van de Bossche |

### Missie
Het FAFK organiseerde vormingen en bood begeleiding en ondersteuning bij de programmatie voor aangesloten organsiaties. Tevens organiseerden ze de verschillende prijskampen en wedstrijden zoals de Prijskamp Bert de Wever, de Federale wedstrijd voor kleurdiapositieven "Toeristisch België", het Natuurvrienden Filmfestival, de Pierre Spruytwedstrijd en de Prijs Sociaal Relavante Foto "Louis Paul Boon". 

### Ledenblad
Van 1980 tot 2001 werd de publicatie FAFK uitgegeven. Het blad verscheen aanvankelijk maandelijks, vaf januari 1992 tweemaandelijks en ten slotte sinds januari 1995 vijf maal per jaar. Hoofdredacteur was Jos Polak.